# شمشاد ماكواني
شمشاد ماكواني (الاسم العلمي:Buxus macowanii) هو نوع من النباتات يتبع جنس الشمشاد من الفصيلة الشمشادية. سمي هذا النوع نسبةً إلى عالم النبات البريطاني بيتر ماكوان.